# Föreningen Gamla Halmstad
Föreningen Gamla Halmstad är en lokalhistorisk förening i Halmstad, som bildades 1823 i syfte att i skrift och bild "bevara minnen från gångna skeden i Halmstads utveckling". Initiativtagare till bildandet var borgmästaren Georg Bissmark. År 1924 hade föreningen 181 och 2024 omkring 2.700 medlemmar.
Föreningen Gamla Halmstad dokumenterar, tillgängliggör och sprider minnen om staden. Den arbetar för att bevara kulturhistoriska miljöer i Halmstad.
Föreningen har sedan 1924 gett ut en Föreningen Gamla Halmstads årsbok. Den ger också ut den periodiska tidskriften Halmstadbudet.